# Bupleurum longeradiatum
Bupleurum longeradiatum är en flockblommig växtart som beskrevs av Porphir Kiril Nicolai Stepanowitsch Turczaninow. Bupleurum longeradiatum ingår i släktet harörter, och familjen flockblommiga växter.

## Underarter
Arten delas in i följande underarter:
- B. l. australe
- B. l. breviradiatum
- B. l. longeradiatum